# Chiesa di Santa Maria in Cerulis
La chiesa di Santa Maria in Cerulis è un edificio religioso di Navelli, nella provincia dell'Aquila.

## Storia
L'abbazia vanta una storia antichissima essendo realizzata su un tempio italico dedicato a Hercules Iovius all'interno del vicus d'origine vestina denominato Incerulæ. La città, posta sulla Via Claudia Nova, costituiva l'accesso all'altopiano di Navelli da nord, in opposizione a Benateru (San Benedetto in Perillis) posta al margine meridionale della vallata. A testimonianza dell'esistenza del tempio è un'iscrizione databile al III secolo a.C. e oggi conservata al Museo archeologico nazionale di Napoli.
In epoca longobarda, sulle rovine di Incerulæ sorse un nuovo centro che prese il nome di «Cerule». Sul luogo del tempio erculeo venne quindi edificata una nuova chiesa dipendente dall'abbazia di San Vincenzo al Volturno e citata nel 787 all'interno del Chronicon Vulturnense.
L'edificio attuale fu realizzato intorno al XI secolo, contemporaneamente alla nascita di Navelli per unione dei villaggi dell'altopiano. La prima fonte dell'esistenza della chiesa è una bolla della diocesi di Valva del 1092. Nel 1424 - al termine dell'assedio di Fortebraccio che vide i navellesi schierarsi al fianco dell'Aquila - Santa Maria in Cerulis fu trasferita dalla diocesi valvense a quella aquilana per iniziativa di papa Martino V.
La chiesa fu poi restaurata nel XIX secolo con l'inserimento della volta nel presbiterio. L'edificio è stato nuovamente consolidato in seguito al terremoto dell'Aquila del 2009 mediante il rifacimento del tetto e il recupero degli affreschi.

## Descrizione
Santa Maria in Cerulis è situata a circa 1 km a nord-ovest di Navelli, al margine settentrionale dell'omonimo altopiano. È collocata in adiacenza al campo santo comunale e, per tale motivo, è anche chiamata chiesa cimiteriale. La sua importanza, soprattutto in ambito pastorale, è dovuta anche alla posizione strategica lungo il Tratturo magno in corrispondenza della diramazione Centurelle-Montesecco; a partire dal Medioevo la chiesa divenne anche stazione della celebre Via degli Abruzzi tra Firenze e Napoli.
Si presenta interamente in pietra con la facciata rivolta verso nord-ovest, in direzione cioè dell'ingresso alla vallata. Internamente sviluppa una pianta quadrangolare insolita, con tre navate suddivise trasversalmente in tre fasce (nartece, transetto e presbiterio) per un totale di 9 campate complessive. La chiesa termina con due absidi asimmetrici e tre altari, di cui il maggiore al centro; un quarto altare chiude il lato sinistro del transetto. Al di sotto del piano di calpestio, una cripta custodisce numerose sepolture d'origine medievale, rinvenute durante alcuni scavi archeologici sul finire del XX secolo.